# Alessandro e Luisa Wiel
I coniugi Alessandro (1917 – 2007) e Luisa Brunetta Wiel (1908 – 1997) sono stati due nobili italiani.
Vissuti nel trevigiano negli anni della seconda guerra mondiale, la loro casa di Quartarezza (Meduna di Livenza) durante l’occupazione tedesca fu aperta a tutti i perseguitati e i ricercati. Nel 1997 fu conferita alla loro memoria la Medaglia di Giusto tra le nazioni per aver aiutato in maniera disinteressata molti ebrei durante la Shoah.

## Biografia
I nobili Alessandro Wiel e Luisa Brunetta sono vissuti nel trevigiano negli anni della seconda guerra mondiale. La loro villa di Quartarezza proprio perché in campagna ospitò perseguitati e ricercati, fra cui Marcello Morpurgo e sua madre Gilda Luzzato. Essi erano fuggiti da Gorizia quando i tedeschi occuparono la città nel settembre del 1943. I Morpurgo trovarono prima rifugio a Loncon di Annone Veneto, grazie a don Lino Zovatto, nativo del luogo. Qui Marcello trovò lavoro come insegnante delle figlie del conte Alessandro Wiel presso la loro villa a Quartarezza (Treviso). Il legame che si instaurò tra Morpurgo e i Wiel fu fondamentale per gli avvenimenti che seguirono. Nel dicembre del 1943 i Morpurgo vennero arrestati dai carabinieri e rischiarono di essere deportati ad Auschwitz.
I Wiel riuscirono, però, a procurare loro dei documenti falsi, grazie ai quali, sotto il falso nome di Mario Martino, vennero rilasciati. La villa Wiel non era più un posto sicuro, così i Morpurgo trovarono rifugio in un sottotetto di un ristorante della zona. Il loro nascondiglio durò fino alla liberazione il 30 aprile 1945. Per tutto questo tempo, Alessandro e Luisa Wiel provvidero a tutti i bisogni dei Morpurgo, rischiarono la loro vita senza mai chiedere nulla in cambio.
Il prof. Morpurgo Marcello, classe 1919, scrisse la sua odissea nel libro autobiografico Valdirose, memorie della comunità ebraica di Gorizia.
Nel 1997 lo Yad Vashem attribuì l’onorificenza di Giusto tra le Nazioni ai coniugi Wiel, e l'ambasciatrice di Israele in Italia due anni dopo la consegnò alla figlia Marina. Alla cerimonia era presente anche Marcello Morpurgo, più tardi scomparso a Beer Sheva (a 120 km da Gerusalemme) il 24 gennaio 2012.